# 佩奇区 (匈牙利)
佩奇区（匈牙利語：Pécsi járás）是匈牙利巴兰尼亚州的一个区，总面积623.07平方公里，总人口189,036人（2011年），人口密度303人/平方公里。中心城市为佩奇。

## 市镇
佩奇区包含一个州级市、一个城镇和38个村庄。